# Czarnobrody (film francusko-brytyjsko-niemiecki)
Czarnobrody (ang. Blackbeard: Terror at Sea) – brytyjsko-francusko-niemiecki telewizyjny film biograficzny z 2006 roku. Film zrealizowana na podstawie biografii Czarnobrodego, słynnego angielskiego pirata.

## Główne role[1]
- James Purefoy – Czarnobrody/Edward Teach
- Jack Galloway – Charles Vane
- Mark Noble – Israel Hands
- Roger Barkley – Robert Maynard
- James Hillier – Gibbons
- Sally Breton – Mary Ormond